# Callithea salvini
Callithea salvini är en fjärilsart som beskrevs av Otto Staudinger 1886. Callithea salvini ingår i släktet Callithea och familjen praktfjärilar. Inga underarter finns listade i Catalogue of Life.